# الکسی وادوین
الکسی وادوین (انگلیسی: Aleksey Vdovin؛ زادهٔ ۱۷ june ۱۹۶۳ (۶۱ سال)) ورزشکار واترپلو اهل روسیه است.
وی در مسابقات کشوری و بین‌المللی در مجموع برندهٔ ۱ مدال برنز شده‌است.